# Glaucoma de ángulo abierto
El glaucoma de ángulo abierto, también conocido como el ladrón de la vista es, junto al glaucoma de ángulo cerrado, uno de los dos tipos de glaucoma existentes. Es una enfermedad del ojo cuyo principal factor de riesgo es la elevación de la presión intraocular. Pueden intervenir otros factores como la diabetes mellitus, presión arterial alta, hipotensión, drogas vasoconstrictoras o el tabaquismo.
Los glaucomas de este tipo son los más comunes, y si no se tratan pueden ocasionar daños irreversibles al nervio óptico, derivando en ceguera total o parcial.

## Síntomas
El síntoma principal es la disminución progresiva del campo visual que con frecuencia pasa inadvertida hasta fases avanzadas. Es causado por la obstrucción en la circulación del humor acuoso. El humor acuoso se produce en los procesos ciliares de la cámara posterior del ojo y fluye por las pupilas hasta la cámara anterior. Después la red trabecular drena el líquido al canal de Schlemm y finalmente al sistema venoso. 
El ojo normal tiene una presión intraocular determinada. Si esta es demasiado alta (más de 21.5 mm Hg), la presión ejercida sobre las paredes del ojo resulta en una compresión de las estructuras oculares.

## Tratamiento
- Fármacos: betabloqueadores como el timolol, y los derivados de las prostaglandinas  (latanoprost, travoprost) y los mióticos o parasimpaticomimeticos como la acetilcolina, carbacol y pilocarpina.

- Cirugía: la trabeculoplastia láser se usa para tratar el glaucoma de ángulo abierto. Se utiliza Argón o Nd:Y AG en el láser que se aplica a la red trabecular para estimular la apertura de los conductos y así aumentar el flujo del humor acuoso. La cirugía convencional más usada en el glaucoma es la trabeculectomía.

- Datos: Q3108586